# Dobývací prostor

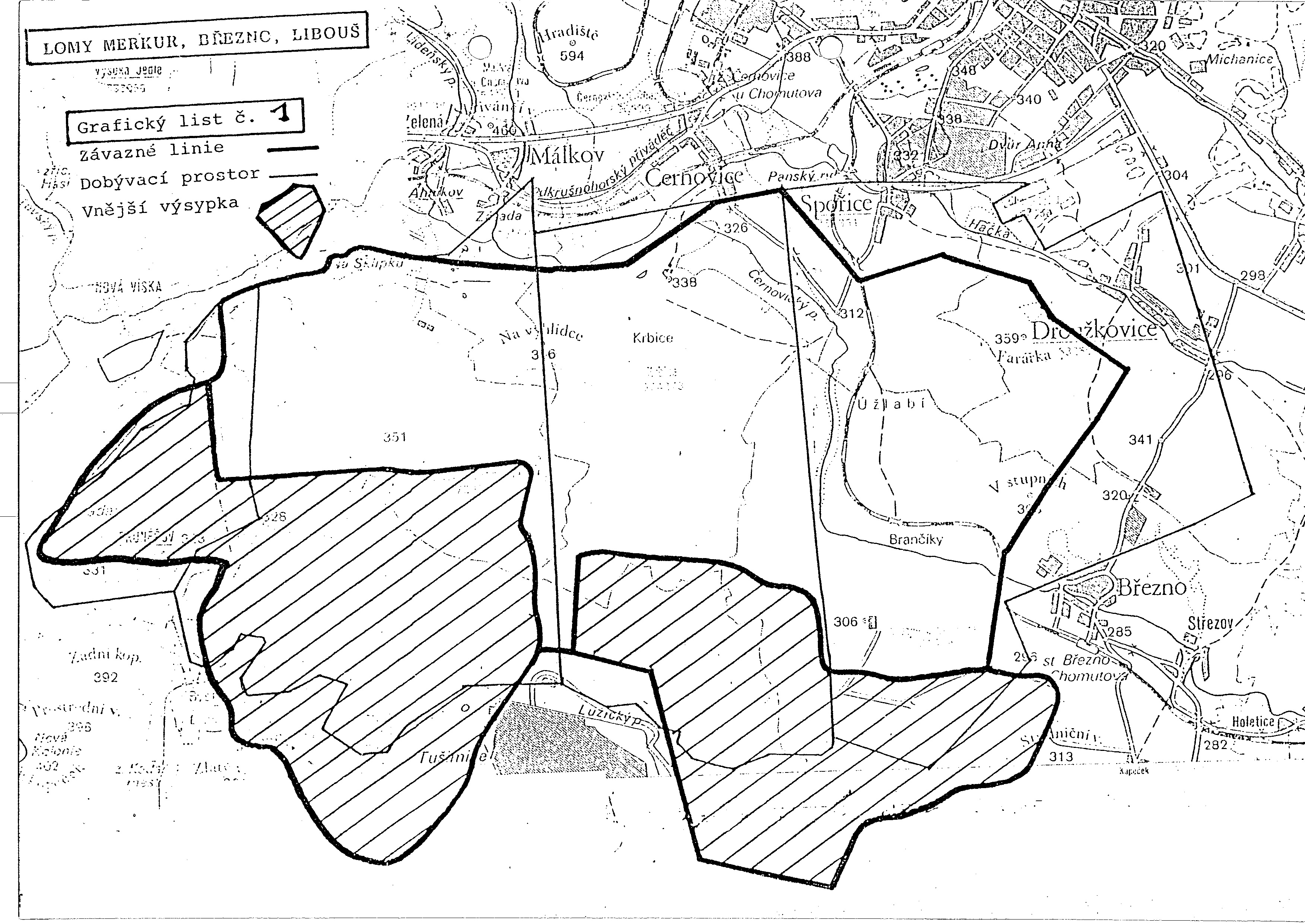
Hranice dobývacího prostoru severočeských hnědouhelných lomů Merkur, Brezno a Libous.

Dobývací prostor je administrativní hranice stanovená pro těžbu nerostů povrchově i dolem. Dobývací prostor stanovuje obvodní báňský úřad. Stanovení dobývací prostoru předchází vyhlášení CHLÚ (chráněného ložiskového území) a proces EIA. Dobývací prostor je oprávnění pro konkrétního báňského podnikatele k vyžívání výhradního ložiska nerostů (vlastnictví České republiky) v hranicích dobývacího prostoru. Současně je rozhodnutím o využití území na povrchu. Dobývání nerostu zpravidla značně působí na reliéf povrchu (poklesy vlivem poddolování) a narušuje stabilitu staveb. Z těchto důvodů bývá proto v dobývacím prostoru uplatněna stavební uzávěra.